# Gran Minería del Cobre en Chile
La gran minería del cobre en Chile (GMC) o, más propiamente, empresas productoras de cobre de la Gran Minería, son definidas como aquellas «que produzcan, dentro del país, cobre "blíster", refinado a fuego o electrolítico, en cualquiera de sus formas, en cantidades no inferiores a 75.000 toneladas métricas anuales mediante la explotación y beneficio de minerales de producción propia o de sus filiales o asociados». La clasificación de gran minería no se pierde si la producción llega a ser inferior a 75 000 toneladas métricas mineras
Histórica y tradicionalmente, hasta la ley 11828 del 5 de mayo de 1955 del Nuevo Trato, consideraba GMC a la Kennecott Corporation (El Teniente) y a la Anaconda Copper Company (Chuquicamata, Potrerillos y El Salvador) debido al gran volumen y escala de sus operaciones de extracción y tratamiento. Desde 1955, se definió en 25 000 toneladas métricas anuales de producción de cobre blíster. Aumentándose a 75 000 en 1965 (Ley 15575).
En 1971, bajo el gobierno de Salvador Allende, se efectuó la nacionalización del cobre mediante la ley 17450. Anteriormente, se había efectuado el proceso de chilenización del cobre, con lo cual las instalaciones y yacimientos de la Kennecott y Anaconda pasaron a la administración del Estado por medio de la Corporación del Cobre (Codelco).
En 1981, se aprobó la Ley Orgánica Constitucional sobre Concesiones Mineras (llamada «Ley Minera») que estableció derechos de propiedad en la minería a través de la figura jurídica de la «concesión plena». Ella desencadenó una gran expansión de las inversiones en minería y el descubrimiento y desarrollo de proyectos privados que se han transformado en Gran Minería del Cobre (La Escondida, Los Bronces, etc).

## Historia

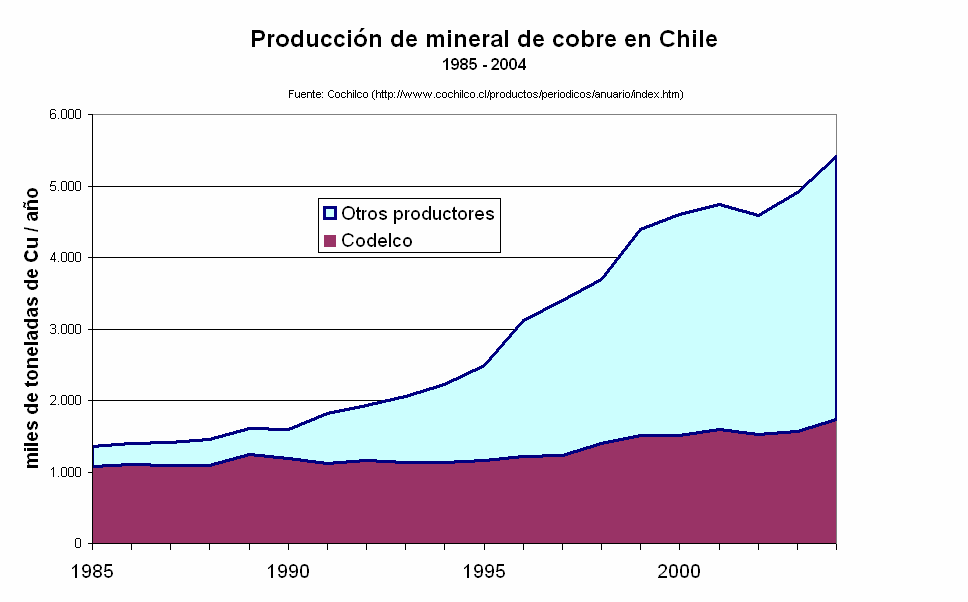
La producción chilena de cobre se ha multiplicado por cuatro en las dos últimas décadas, debido en gran parte a la apertura de minas de capital privado.

La gran minería del cobre en Chile tiene su antecedente en los grandes depósitos existentes en el país.
Existen pruebas de la utilización del cobre en el área andina varios cientos de años antes de Cristo. En el Norte de Chile, atacameños y diaguitas conocieron este metal.
En la época de Chile Colonial, la explotación del cobre se mantuvo como una pequeña industria. Para 1810, la producción de los yacimientos chilenos llegaba a las 19 000 toneladas. Desde la segunda mitad del siglo XIX, el cobre se transformó en uno de los principales productos de exportación gracias a la introducción del horno de reverbero por Carlos Lambert, industria basada en la explotación de numerosos pequeños yacimientos de buenas leyes o concentraciones del mineral y alta ocupación de mano de obra.
Sólo en los comienzos del siglo XX, se inició la explotación a gran escala coincidente con el incremento de la demanda mundial por el metal. En 1904, se inició la explotación de la mina El Teniente por la Braden Copper Co., de la sociedad de William Braden y Barton Sewell. Paralelamente, la producción industrial de la mina de Chuquicamata se incrementó a través de la Chile Exploration Co. de la familia Guggenheim, descendientes de Meyer Guggenheim. Hacia 1916, el 95% de las acciones de Braden Copper Co. pasaron a manos de la Kennecott Corporation, también controlada por la familia Guggenheim. En 1923, el control de Chuquicamata pasó a manos de la Anaconda Copper Company.
En las últimas décadas, Chile se ha consolidado como el mayor productor mundial de cobre y litio, pasando de un 14% de la producción mundial en 1960 a un 36% en 2006.

## Empresas productoras de la gran minería del cobre
En Chile, las empresas productoras de la GMC y sus yacimientos, con el año de inicio y cierre de actividades, son las siguientes:
| Empresa                               | Complejo minero         | Minera | Inicio de explotación (mina)    | Cierre de actividades |
| ------------------------------------- | ----------------------- | --- | ------------------------------- | --------------------- |
| Codelco                               | El Teniente             | División El Teniente                                                                                      | Rancagua, 1904                  | en actividad          |
| Codelco                               | Chuquicamata            | División Codelco Norte                                                                                    | Calama, 1910                    | en actividad          |
| Codelco                               | Potrerillos             | División Salvador                                                                                         | Diego de Almagro, 1920          | en actividad          |
| Codelco                               | El Salvador             | División Salvador                                                                                         | Diego de Almagro, 1959          | en actividad          |
| Codelco                               | Río Blanco              | División Andina                                                                                           | Los Andes, 1970                 | en actividad          |
| Codelco                               | Radomiro Tomic          | División Codelco Norte                                                                                    | Calama, 1995                    | en actividad          |
| Codelco                               | Minera Gaby             | División Gabriela Mistral                                                                                 | Antofagasta, 2008               | en actividad          |
| Codelco                               | Ministro Hales          | División Codelco Norte                                                                                    | Calama, 2013                    | en actividad          |
| Anglo American Chile                  | Mantos Blancos          | Empresa Minera Mantos Blancos (Mantos Blancos y Monteverde)                                               | Antofagasta, 1959 y 1906        | en actividad          |
| Anglo American Chile                  | Sur Andes               | Compañía Sur Andes (Los Bronces, El Soldado y Chagres)                                                    | Zona central, 1916, 1842 y 1917 | en actividad          |
| BHP Billiton                          | Escondida               | Minera Escondida S.A. (BHP Billiton y Pampa Norte otros)                                                  | Antofagasta, 1990               | en actividad          |
| Antofagasta PLC                       | Michilla                | Minera Michilla S.A.                                                                                      | Mejillones, 1959                | en actividad          |
| Antofagasta PLC                       | Los Pelambres           | Minera Los Pelambres Ltda. (Antofagasta PLC y otros)                                                      | Salamanca, 1999                 | en actividad          |
| Antofagasta PLC                       | El Tesoro               | Minera El Tesoro (Antofagasta Minerals y Equatorial Mining)                                               | Sierra Gorda, 2001              | en actividad          |
| BHP Billiton                          | Cerro Colorado          | Compañía Minera Cerro Colorado Ltda.                                                                      | Pozo Almonte, 1994              | en actividad          |
| Teck Resources                        | Quebrada Blanca         | Compañía Minera Quebrada Blanca (Teck Resources y otros)                                                  | Pica, 1994                      | en actividad          |
| Freeport-McMoRan                      | La Candelaria           | SCM Candelaria (Freeport-McMoRan y Sumitomo Co.)                                                          | Copiapó, 1994                   | en actividad          |
| Freeport-McMoRan                      | El Abra                 | SCM El Abra (Freeport-McMoRan y Codelco)                                                                  | Calama, 1996                    | en actividad          |
| Antofagasta PLC                       | Zaldívar                | Compañía Minera Zaldívar                                                                                  | Antofagasta, 1995               | en actividad          |
| Xstrata Copper y Anglo American Chile | Doña Inés de Collahuasi | Compañía Minera Doña Inés de Collahuasi SCM (Xstrata Copper 44%, Anglo American Chile 44% y Nippon-Mitsui | Pica, 1998                      | en actividad          |